# Ryōhei Yokoyama
Ryōhei Yokoyama (japanisch 横山 了平 Yokoyama Ryōhei; geboren 1933 in der Mandschurei) ist ein japanischer Maler im Yōga-Stil.

## Leben und Wirken
Ryōhei Yokoyama wurde in der Mandschurei geboren,  wuchs nach dem Zweiten Weltkrieg in der Präfektur Yamagata auf. Er ging nach Tokio und begann ein Studium in der Abteilung für Westliche Malerei an der Universität der Künste Tokio. Bereits während des Studiums konnte er 1955 an der Ausstellung der „Dokuritsu Bijutsu Kyōkai“ (独立美術協会) teilnehmen. 1956 machte er seinen Studienabschluss, konnte dann als Assistent an seiner Alama Mater bleiben.
1958 stellte er zum ersten Mal auf der Ausstellungsreihe der Shun’yōkai aus und setzte das auch in den folgenden Jahren fort. 1961 wurde er mit dem Preis der Shun’yōkai ausgezeichnet, 1963 wurde er als Mitglied aufgenommen. 1966 stellte er auf der „Yasui-shō ten“ (安井賞展) aus, 1971 gehörte er zu den Absolventen Universität der Künste Tokio, die von der Galerie „Tōkyō sentoraru bijutsukan“ (東京セントラル美術館) vorgestellt wurden.
Yokoyama stellte in verschiedenen Galerien aus, besonders häufig in der Galerie Ashiya (ギャラリー芦屋). Bekannt ist er vor allem durch eine Reihe von Lehrbüchern:
- „Suisaiga no seisaku“ (水彩画の制作) – „Anfertigung von Aquarellbildern“
- „Kenkyū āto tekunikku“ (学研アートテクニック) – „Studienkunst-Technik“
- „Kōzu no ikashi-kata“ (構図の生かし方) – „Entwürfe lebendig machen“
- „Dessan to suketchi“ (デッサンとスケッチ) – „Design und Skizze“
- „Suisai no gihō“ (水彩の技法) – „Wasserfarben-Technik“
- „Kaiga no kōzu“ (絵画の構図) – „Gestaltung von Bildern“